# Поди (Херсонський район)
Поди́ — село в Україні, в Олешківській міській громаді Херсонського району Херсонської області. Населення становить 141 осіб. З початку широкомасштабного вторгнення Росії в Україну село перебуває під російською військовою окупацією.

## Населення
Згідно з переписом УРСР 1989 року чисельність наявного населення села становила 116 осіб, з яких 49 чоловіків та 67 жінок.
За переписом населення України 2001 року в селі мешкала 141 особа.

### Мовний склад
Рідна мова населення за даними перепису 2001 року:
| Мова       | Чисельність, осіб | Доля     |
| ---------- | ----------------- | -------- |
| Українська | 132               | 93,62 %  |
| Російська  | 8                 | 5,67 %   |
| Інше       | 1                 | 0,71 %   |
| Разом      | 141               | 100,00 % |